# Piotr Kaźmierczak
Piotr Kaźmierczak (ur. 28 czerwca 1959) – polski kierowca rajdowy i wyścigowy.

## Biografia
W 1990 roku zadebiutował Polskim Fiatem 126p w WSMP oraz GSMP. W 1991 roku zmienił samochód na jednomiejscową Estonię 21 i rozpoczął starty w Formule Easter. W 1992 roku wystartował Polskim Fiatem 126p w Rajdzie Krakowskim. Sezon 1993 zakończył na pierwszym miejscu w klasie E1 oraz czwartym miejscu w klasyfikacji generalnej GSMP, natomiast w WSMP był szósty. W sezonie 1995 był trzeci w klasyfikacji GSMP (kl. E1). W roku 1997 był czwarty w klasie E-1300 WSMP, a rok później – trzeci. W 1999 roku zdobył wicemistrzostwo klasy. W sezonie 2000 rozpoczął starty w Pucharze Alfy Romeo. W 2004 roku wrócił do wyścigów samochodów jednomiejscowych, rywalizując w Formule Super Sport. Ścigał się wówczas również w Długodystansowych Mistrzostwach Polski oraz w klasie Grand Prix Polski. W 2005 roku powrócił do startów Alfą Romeo 156. W tym samym roku zdobył wicemistrzostwo GSMP w grupie N.

## Wyniki w Polskiej Formule 3
| Legenda oznaczeń w tabelach wyników Wyświetl szablon na nowej stronie | Legenda oznaczeń w tabelach wyników Wyświetl szablon na nowej stronie                                                                     |
| Oznaczenie                                                            | Wyjaśnienie |
| --------------------------------------------------------------------- | --- |
| Złoty                                                                 | Zwycięzca lub mistrzostwo |
| Srebrny                                                               | 2. miejsce lub wicemistrzostwo |
| Brązowy                                                               | 3. miejsce lub II wicemistrzostwo |
| Zielony                                                               | Ukończył, punktował (w klasyfikacji generalnej, gdy zdobył co najmniej jeden punkt na przestrzeni sezonu, poza trzema powyższymi opcjami) |
| Niebieski                                                             | Ukończył, nie punktował (w klasyfikacji generalnej, gdy nie zdobył co najmniej jednego punktu na przestrzeni sezonu)                      |
| Czerwony                                                              | Nie zakwalifikował się (NZ) |
| Czerwony                                                              | Nie prekwalifikował się (NPK) |
| Różowy                                                                | Nie ukończył (NU) |
| Różowy                                                                | Niesklasyfikowany (NS) (w klasyfikacji generalnej, gdy nie został sklasyfikowany w żadnym wyścigu sezonu)                                 |
| Czarny                                                                | Zdyskwalifikowany (DK) |
| Czarny                                                                | Wykluczony (WYK/EX) |
| Biały                                                                 | Nie wystartował (NW) |
| Biały                                                                 | Kontuzjowany (K/INJ) |
| Biały                                                                 | Wyścig odwołany (OD/C) |
| Bez koloru                                                            | Został wycofany (WYC/WD) |
| Bez koloru                                                            | Nie przybył (NP/DNA) |
| Bez koloru                                                            | Nie brał udziału w treningach (NT/DNP) |
| Bez koloru                                                            | Nie został zgłoszony (–) |
| Pogrubienie                                                           | Start z pole position |
| Kursywa                                                               | Najszybsze okrążenie wyścigu |
| †                                                                     | Nie ukończył, ale jego rezultat został zaliczony ze względu na przejechanie więcej niż 90% dystansu wyścigu.                              |
| *                                                                     | Sezon w trakcie |
| 1/2/3                                                                 | Punktowana pozycja w sprincie kwalifikacyjnym                                                                                             |
| Lista systemów punktacji Formuły 1                                    | |

| Rok  | Zespół                  | Samochód   | Silnik | Wyniki w poszczególnych eliminacjach | Wyniki w poszczególnych eliminacjach | Wyniki w poszczególnych eliminacjach | Wyniki w poszczególnych eliminacjach | Wyniki w poszczególnych eliminacjach | Wyniki w poszczególnych eliminacjach | Wyniki w poszczególnych eliminacjach | Wyniki w poszczególnych eliminacjach | Wyniki w poszczególnych eliminacjach | Wyniki w poszczególnych eliminacjach | Pkt. | Msc. |
| ---- | ----------------------- | ---------- | ------ | ------------------------------------ | ------------------------------------ | ------------------------------------ | ------------------------------------ | ------------------------------------ | ------------------------------------ | ------------------------------------ | ------------------------------------ | ------------------------------------ | ------------------------------------ | ---- | ---- |
| 1998 |                         |            |        | Polska                               | Polska                               | Polska                               | Polska                               | Polska                               | Polska                               | Polska                               | Polska                               | Polska                               | Polska                               | 94   | 9    |
| 1998 | Automobilklub Krakowski | Estonia 21 | Łada   | NU                                   | 9                                    | NU                                   | 9                                    | 11                                   | 8                                    | 9                                    | 9                                    | 5                                    | 16                                   | 94   | 9    |
| 1999 |                         |            |        | Polska                               | Polska                               | Polska                               | Polska                               | Polska                               | Polska                               | Polska                               |                                      |                                      |                                      | 3    | 9    |
| 1999 | Automobilklub Krakowski | Estonia 21 | Łada   | 8                                    | -                                    | 8                                    | NU                                   | 4                                    | 12                                   | NU                                   |                                      |                                      |                                      | 3    | 9    |
| 2004 |                         |            |        | Polska                               | Polska                               | Polska                               | Polska                               | Czechy                               | Czechy                               | Polska                               |                                      |                                      |                                      | 52   | 7    |
| 2004 | Automobilklub Polski    | Estonia 21 | Łada   | -                                    | 4                                    | 6                                    | NU                                   | -                                    | -                                    | -                                    |                                      |                                      |                                      | 52   | 7    |
| 2005 |                         |            |        | Polska                               | Polska                               | Polska                               | Polska                               | Polska                               | Polska                               | Niemcy                               | Niemcy                               | Polska                               |                                      | 0    | NS   |
| 2005 | Automobilklub Polski    | Estonia 21 | Łada   | -                                    | -                                    | -                                    | -                                    | -                                    | -                                    | -                                    | -                                    | NU                                   |                                      | 0    | NS   |